# Heptapteridae
Los bagres siete-aletas (Heptapteridae) son una familia de peces actinopterigios de agua dulce del orden Siluriformes.
Etimológicamente su nombre procede del griego: hepta (siete) y pteron (aleta), en alusión al número de aletas que presenta. Con la morfología típica de los bagres.
Se distribuyen fundamentalmente por ríos y lagos de América del Sur y América Central, con algunas especies en América del Norte.